# العلاقات الكولومبية الكينية
العلاقات الكولومبية الكينية هي العلاقات الثنائية التي تجمع بين كولومبيا وكينيا.

## مقارنة بين البلدين
هذه مقارنة عامة ومرجعية للدولتين:
| وجه المقارنة                                              | كولومبيا        | كينيا                         |
| --------------------------------------------------------- | --------------- | ----------------------------- |
| المساحة (كم2)                                             | 1.14 مليون      | 581.31 ألف                    |
| عدد السكان (نسمة)                                         | 49.07 مليون     | 48.47 مليون                   |
| الكثافة السكانية (ن./كم²)                                 | 43.04           | 83.38                         |
| العاصمة                                                   | بوغوتا          | نيروبي                        |
| اللغة الرسمية                                             | اللغة الإسبانية | اللغة السواحلية، لغة إنجليزية |
| العملة                                                    | بيزو كولومبي    | شيلينغ كيني                   |
| الناتج المحلي الإجمالي (بليون دولار)                      | 309.19 مليار    | 74.94 مليار                   |
| الناتج المحلي الإجمالي (تعادل القوة الشرائية) بليون دولار | 724.96 مليار    | 142.24 مليار                  |
| الناتج المحلي الإجمالي الاسمي للفرد دولار أمريكي          | 7.60 ألف        | 1.38 ألف                      |
| الناتج المحلي الإجمالي للفرد دولار أمريكي                 | 13.36 ألف       | 2.95 ألف                      |
| مؤشر التنمية البشرية                                      | 0.720           | 0.548                         |
| رمز المكالمات الدولي                                      | +57             | +254                          |
| رمز الإنترنت                                              | .co             | .ke                           |
| المنطقة الزمنية                                           | 00              | ت ع م+03:00                   |

## منظمات دولية مشتركة
يشترك البلدان في عضوية مجموعة من المنظمات الدولية، منها:
| علم المنظمة | اسم المنظمة                               | تاريخ انضمام كولومبيا | تاريخ انضمام كينيا |
| ----------- | ----------------------------------------- | --------------------- | ------------------ |
|             | البنك الدولي للإنشاء والتعمير             | 24 ديسمبر 1946        | 3 فبراير 1964      |
|             | منظمة التجارة العالمية                    | ?                     | 1995               |
|             | المركز الدولي لتسوية المنازعات الاستشارية | 14 أغسطس 1997         | 2 فبراير 1967      |
|             | منظمة حظر الأسلحة الكيميائية              | ?                     | ?                  |
|             | الفريق المعني برصد الأرض                  | ?                     | ?                  |
|             | الأمم المتحدة                             | 5 نوفمبر 1945         | 16 ديسمبر 1963     |
|             | منظمة الشرطة الجنائية الدولية             | ?                     | ?                  |
|             | وكالة ضمان الاستثمار متعدد الأطراف        | 30 نوفمبر 1995        | 28 نوفمبر 1988     |
|             | يونسكو                                    | 31 أكتوبر 1947        | 7 أبريل 1964       |
|             | مؤسسة التنمية الدولية                     | 16 يونيو 1961         | 3 فبراير 1964      |
|             | مؤسسة التمويل الدولية                     | 20 يوليو 1956         | 3 فبراير 1964      |
|             | الاتحاد البريدي العالمي                   | ?                     | ?                  |
|             | الاتحاد الدولي للاتصالات                  | 25 أغسطس 1914         | 11 أبريل 1964      |

## وصلات خارجية
- موقع وزارة الخارجية الكينية